# Ferjus de Grenoble
Pour les articles homonymes, voir Saint Ferréol.
Ferjus (ou Ferréol) est un saint de l'Église catholique romaine et évêque de Gratianopolis (actuelle Grenoble) du VIIe siècle. Il meurt assassiné.

## Biographie
La vie de Ferjus ou Ferréol (Ferreolus, Fergeolus),,, est faiblement documenté. Bernard Bligny (1979) indique qu'il est très probablement issu de l'une « des principales familles gallo-romaines de Bourgogne, le plus souvent alliées », tout comme son prédécesseur Clair (Clarus).
Bligny (1979) et Paul Dreyfus (1992) le font accéder au siège épiscopal de Grenoble vers 653,.
Il meurt assassiné vers 660, selon la tradition, lors d'une cérémonie religieuse, dans le faubourg de Grenoble, sur le mont Rachais, au-dessus de la Tronche. Les annotations de Ulysse Chevalier (1868) indiquaient « Le Cartulaire de saint Hugues, l'ancien et le nouveau Gallia Christiana, font précéder saint Ferjus du suivant, et placent sa mort en 683 ». Bligny (1979) donnait pour fin de son épiscopat vers 664. Dreyfus (1992) donne 659.
Son assassinat serait dû à Clotaire III ou au maire du palais Ebroïn, qui comme d'autres évêques semblaient braver leur autorité[réf. nécessaire].
Un résumé de sa vie écrit au XVIIe siècle relate que « Saint Ferjus, martyr, prêchant du mont Essono, sur la divinité du Verbe et la nécessité de la grâce du Christ, fut frappé à la tête d’un coup de perche et jeté dans un four voisin, où bientôt son corps fut consumé ; son âme s’éleva au ciel ; ses ossements sacrés ont été enterrés dans l’église dédiée sous son nom, près de Grenoble… »

## Vénération
Sa fête liturgique est fixée au 12 janvier pour le diocèse de Grenoble-Vienne,.
La date de cette fête a varié : elle était au 16 janvier au XVIIe siècle, puis passa au 19 janvier dans le propre de Mgr Henry (1904), puis à nouveau au 16 janvier dans le propre de Mgr Caillot (1955), avant d'être fixée au 12 janvier dans le propre de Mgr Dufaux (1994) actuellement en vigueur.

## Hommage
L'actuelle commune de La Tronche, dans la banlieue grenobloise, où ses reliques étaient conservées, a porté jusqu'à la Révolution le nom de Saint-Ferjus.
En 1935, le clocher de Sainte-Marie-d’en-Haut à Grenoble qui menace de s'effondrer est démonté. Il arborait une imposante statue de la Vierge et supportait sur ses flancs les sculptures des saints protecteurs de Grenoble : Saint Bruno, Saint Hugues, Saint Ferjus et Saint François de Sales. Mais, ces quatre sculptures disparurent, seule celle de François de Sales a été retrouvée en 2007 rue Thiers, dans le jardin de la clinique des Bains qui fermait ses portes.
À Grenoble, une courte rue porte, depuis 1941, le nom Rue Saint-Ferjus, entre le pont des Sablons et la tour Belledonne.